# 张弼德
张弼德主教（英語：Bishop John Zhang Bi-de，1893年1月12日—1976年），圣名若望，天主教赵县教区首任主教。
1893年1月12日，张弼德生于中国河北省宁晋县唐邱乡孔小营村（旧名小营里），1917年12月22日晋鐸，1929年4月9日任赵县监牧，1932年1月11日升为赵县代牧，1932年4月24日祝圣为主教，1946年4月11日，教廷在中国实行圣统制，升任赵县教区主教。1951年天津教区法国籍文贵斌主教被驱逐出境，由张弼德署理天津教区主教至1953年2月13日止。1976年去世。